# Зилай (Юкаменский район)
Зила́й — деревня в Юкаменском районе Удмуртии, в составе Ертемского сельского поселения.

## География
Деревня расположена на высоте 190 м над уровнем моря.
Улицы:
- Дачная
- Мира
- Родниковая

## Население
Численность постоянного населения деревни составляет 4 человека (2007).